# Albatross (film 1996)
Albatross (kor. 알바트로스) – południowokoreański dramat akcji z 1996 roku.

## Fabuła
Grupa mieszanych więźniów w obozie koncentracyjnym w Korei Północnej walczy o przetrwanie i godność, znosząc okrucieństwo strażników i współwięźniów.

## Obsada

### Role główne
- Chan In Pyo jako Kyung Min[1]
- Lee Jung-jae jako Pyeong San[1]
- Lee Hwi-jae jako Lee Hwi Jae[1]
- Kang Ri-na jako Eun Jo[1]

### Role drugoplanowe
- Jeon Moo Song jako So Ryeong[1]
- Park Jun Gyu jako sierżant Park[1]
- Jo Yeon Ho[1]
- Lee Suk Koo[1]
- Park Sang Hyeon[1]
- Lee Hae Ryong jako brygadzista[1]
- Gil Do Tae Rang jako skazaniec#3[1]